# 孙斌 (1965年)
孙斌（1965年—），辽宁本溪人，汉族，中华人民共和国政治人物。

## 生平
孙斌是黑龙江省佳木斯市桦南县梨树乡和平村农技推广员，因培育出高产优质的新型水稻。他还被农业部授予“全国十大种粮标兵”称号，获得第二届全国十大杰出青年农民、首届全国十大种粮标兵、全国劳动模范等称号。
孙斌加入中国共产党。2013年，被选为全国人大代表。2018年2月24日，当选为第十三届全国人大代表。